# Attentat annulé du 26 décembre 1943
L'attentat du 26 décembre 1943 fut un attentat organisé par Claus von Stauffenberg afin d'éliminer Hitler dans une réunion, mais celle-ci fut annulée à la dernière minute, et l'attentat dut être annulé. Claus von Stauffenberg a réussi à faire un véritable attentat le 20 juillet 1944.